# Agalmopolynema ayra
Agalmopolynema ayra är en stekelart som beskrevs av Fidalgo 1988. Agalmopolynema ayra ingår i släktet Agalmopolynema och familjen dvärgsteklar. Inga underarter finns listade i Catalogue of Life.